# Jindřichov (okres Bruntál)
Jindřichov (německy Hennersdorf) je obec ležící v okrese Bruntál. Má přibližně 1 100 obyvatel.

## Poloha
Obec Jindřichov sousedí na severu s Polskem (gminy Hlucholazy, Prudník a Lubrza a město Prudník), na východě s Vysokou, na jihu s Liptaní, Třemešnou a Městem Albrechticemi a na západě s Janovem. Od města s rozšířenou působnosti Krnov je vzdálená 27 km, od okresního města Bruntálu 29,5 km a od krajského města Ostravy 72 km. Sousedními obcemi sídla jsou Vysoká, Město Albrechtice, Liptaň, Třemešná, Janov a Prudník.
Jindřichov se nachází v geomorfologickém celku Zlatohorská vrchovina (podcelky Jindřichovská pahorkatina na východě a Hynčická hornatina na západě). Nejvyšších poloh dosahuje území obce na jihu bezprostředně pod vrchem Na Valštejně (751 m n. m.) nacházejícím se však již na území Města Albrechtic. Výrazné vrchy na jihu jsou Pohár (624 m n. m.) a Kozinec (526 m n. m.), na severu je nejvyšší vrch Svatý Roch (472 m n. m.).
Území Jindřichova patří do povodí Odry, resp. řeky Osoblahy, která obcí protéká ze západu na východ pod názvem Petrovický potok. Z jihu přijímá Svinný potok. Na území obce pramení dále Hraniční potok, který v Bartultovicích tvoří státní hranici a odtéká do Polska, kde se vlévá do říčky Prudník.
Území obce pokrývá z 57 % zemědělská půda (34 % orná půda, 21 % louky a pastviny), z 36 % les a z 6 % zastavěné a ostatní (např. průmyslové) plochy.

### Správní území
Obec leží v Moravskoslezském kraji ve Slezsku v okrese Bruntál s 67 obcemi, má status obce s rozšířenou působností a obce s pověřeným obecním úřadem je součástí správního obvodu Krnov s 25 obcemi. Skládá se s 2 katastrálních území a 2 částí obce.

## Části obce
- Jindřichov (k. ú. Jindřichov ve Slezsku)
- Arnultovice (k. ú. Arnultovice u Jindřichova)

## Obecní symboly
Obec má následující symboly :
- Znak – tvoří štít stříbrné barvy ve kterém je černý kohout se zlatou zbrojí a červeným hřebínkem držící v pařátu červené srdce.
- Vlajka – tvoří list bíle barvy ve kterém je v žerďové části černý kohout se žlutou zbrojí, červeným hřebínkem a lalokem držící v pařátu červené srdce.

## Názvy existujících a zaniklých částí
- Česky Hendrštorf (1517), Hendrichov (1846), Jindřichov (od 1850) (železniční stanice Jindřichov ve Slezsku), německy Hennersdorf (1576–1945),  (železniční stanice Hennersdorf in Schlesien), latinsky Henrikestorph (1256–1267) polsky Jindrzychów (1880 Jędrychów, Jędrzychów).
  - Česky Kraví Hora, německy Kuhberg.
  - Česky Svinný, německy Saubach.
- Česky Arnultovice, německy Arnsdorf, polsky Arnułtowice.[6]

## Název
Původní název sídla byl Henriksdorf (v nejstarším zápisu Henrikestorph) – „Henrikova (Jindřichova) ves“. Jméno zřejmě pochází od lokátora sídla, někoho z okruhu biskupa Bruna ze Schauemburka. Od 17. století je doložena zkrácená podoba Hennersdorf. Německé jméno bylo počešťováno různě (například Hendrštorf nebo Hendrichov), koncem 19. století vznikla dnešní podoba Jindřichov.

## Historie

### Období 1256–1918
První písemná zmínka o obci pochází z roku 1256. Byl založen podle magdeburského práva jako Henrikestorph. Jméno obec přejímala po svém lokátorovi Jindřichovi. Podnět k jeho založení dal olomoucký biskup Bruno ze Schauenburku, který se snažil kolonizovat oblast Osoblažska. Jednalo se o druhou vlnu kolonizace, z důvodu nedostatku lidských zdrojů se jednalo o kolonizaci německou z oblastí Frank, Durynska a Saska. V roce 1288 udělil panství Jindřichov olomoucký biskup Dětřich z Hradce v léno bratrům Jindřichovi, Dětřichovi a Erkenbertovi pánům ze Stange.
Panství Jindřichov se postupně rozšířilo během 16. až 18. století o okolní obce Janov, Petrovice, Arnultovice, Životice, Matějovice, Pavlovice a Třemešnou.
Během vánoc roku 1556 zde několik dní strávil před svou cestou do Vratislavi Vilém z Rožmberka. Průběh a účel cesty zaznamenal v životopise Viléma z Rožmberka Václav Břežan, který byl archivářem jeho bratra Petra Voka z Rožmberka. Jméno obce Jindřichov se český psalo v 16. století Henrichow.
Ze 16. století se dochoval v nově vystaveném kostele (1677) náhrobní kámen, který dokládá výskyt starobylé češtiny v této oblasti, je zde zmínka, že zde odpočívají děti Václava Pavlovského z Pavlovic, které zemřely v letech 1590 až 1595. Záznam uvádí: Tu odpoczywagy w panu Bohu dwa synowe a gedna dcerka, dcerka vrozeného a statetzneho rytirze Watzlawa Pawlowského z Pawlowyc a na Henrzdorffie a pany Johanky Zaubkowe ze Zdietyna manzielky jego giegichz dussem pan buh racz m.b. ( mylostiw byti ).
Panství Jindřichov vlastnili významné šlechtické rody: Pavlovští z Pavlovic (1580–1635), hrabata z Hodic (1635–1739), páni z Bartensteina (1739–1866) a Kleinové von Wiesenberg (1868–1945).
Roku 1808 byla založena osada Kraví Hora z podnětu Emanuela z Bartensteina, který potřeboval v hustě zalesněném lese více mýtin.
Dne 4. října 1844 postihl Jindřichov velký požár, který zanechal značné škody na majetku místních obyvatel, požár zasáhl rovněž kostel a zámek. Rokem 1869 byla v obci zprovozněna pošta. V roce 1872 byla zprovozněna železniční trať Krnov–Jindřichov s nádražím v Jindřichově. Následně od roku 1875 trať pokračovala do Hlucholaz. V obci roku 1885 vznikl spolek dobrovolných hasičů.

### Období 1918–1945
Vznikem Československa zde byly v roce 1918 zřízeny instituce okresní soud, berní, celní a důchodový úřad, četnická stanice a notářství. Následný rok bylo započato s elektrifikací obce, která byla dokončena v letech 1927–1931. V roce 1920 byla zprovozněna pokračovací škola. Pro českou menšinu zde byla v roce 1923 otevřena samostatná škola včetně mateřské. Následkem Mnichovské dohody se stal Jindřichov v roce 1938 součástí nacistického Německa. Po skončení II. světové války došlo odsunu původního německého obyvatelstva. Z původního obyvatelstva zde v obci zůstalo jen 10 antifašistů.

### Období 1945 až současnost
V roce 1945 došlo k dosídlení pohraničí Čechy z oblastí okresu Frýdek-Místek, Zlín a také Slováky a Řeky.
Po roce 1945 došlo vlivem odsunu původního německého obyvatelstva k opuštění osady Kraví Hora. Přitom ještě v roce 1890 zde žilo 65 obyvatel ve 12 domech. Během času nezůstalo v osadě téměř žádné stavení. V současnosti[kdy?] jsou zde již jen torza některých staveb, jako je například kaplička.
Charakterem zástavby se Jindřichov řadí mezi lesně-lánové vsi.

## Vývoj počtu obyvatel
Počet obyvatel celé obce Jindřichov podle sčítání nebo jiných úředních záznamů:

| Rok            | 1869 | 1880 | 1890 | 1900 | 1910 | 1921 | 1930 | 1950 | 1961 | 1970 | 1980 | 1991 | 2001 |
| -------------- | ---- | ---- | ---- | ---- | ---- | ---- | ---- | ---- | ---- | ---- | ---- | ---- | ---- |
| Počet obyvatel | 3168 | 3310 | 3105 | 3003 | 2863 | 2538 | 2715 | 1576 | 1893 | 1860 | 1635 | 1578 | 1565 |

V celé obci Jindřichov je evidováno 501 adres, vesměs čísla popisná (trvalé objekty). Při sčítání lidu roku 2001 zde bylo napočteno 415 domů, z toho 329 trvale obydlených.
Počet obyvatel samotného Jindřichova (včetně Kraví Hory) podle sčítání nebo jiných úředních záznamů:

| Rok            | 1869 | 1880 | 1890 | 1900 | 1910 | 1921 | 1930 | 1950 | 1961 | 1970 | 1980 | 1991 | 2001 |
| -------------- | ---- | ---- | ---- | ---- | ---- | ---- | ---- | ---- | ---- | ---- | ---- | ---- | ---- |
| Počet obyvatel | 2769 | 2905 | 2736 | 2659 | 2506 | 2220 | 2424 | 1375 | 1723 | 1728 | 1542 | 1526 | 1505 |

V samotném Jindřichově je evidováno 451 adres. Při sčítání lidu roku 2001 zde bylo napočteno 365 domů, z toho 302 trvale obydlených.

## Významní rodáci
- Franz Xaver Groß (1815–1890), rakouský politik
- Felix von Kraus (1805–1875), rakouský vojenský lékař
- Antonín Sperlich (1818–1887), malíř

## Pamětihodnosti
- Kostel svatého Mikuláše je kulturní památka ČR.[22]
- Sloup se sousoším Panny Marie je kulturní památka ČR.[23]
- Zámek Jindřichov z poloviny 17. století je kulturní památka ČR.[24]
- Pivovar Jindřichov ve Slezsku – technická památka
- Dům čp. 46 v Arnultovicích

## Doprava
- Peážní železniční trať Šumperk–Krnov s nádražím Jindřichov ve Slezsku.
- Silnice II/457

## Partnerské obce
- Moszczanka, Polsko
- Hennersdorf, Rakousko

## Galerie

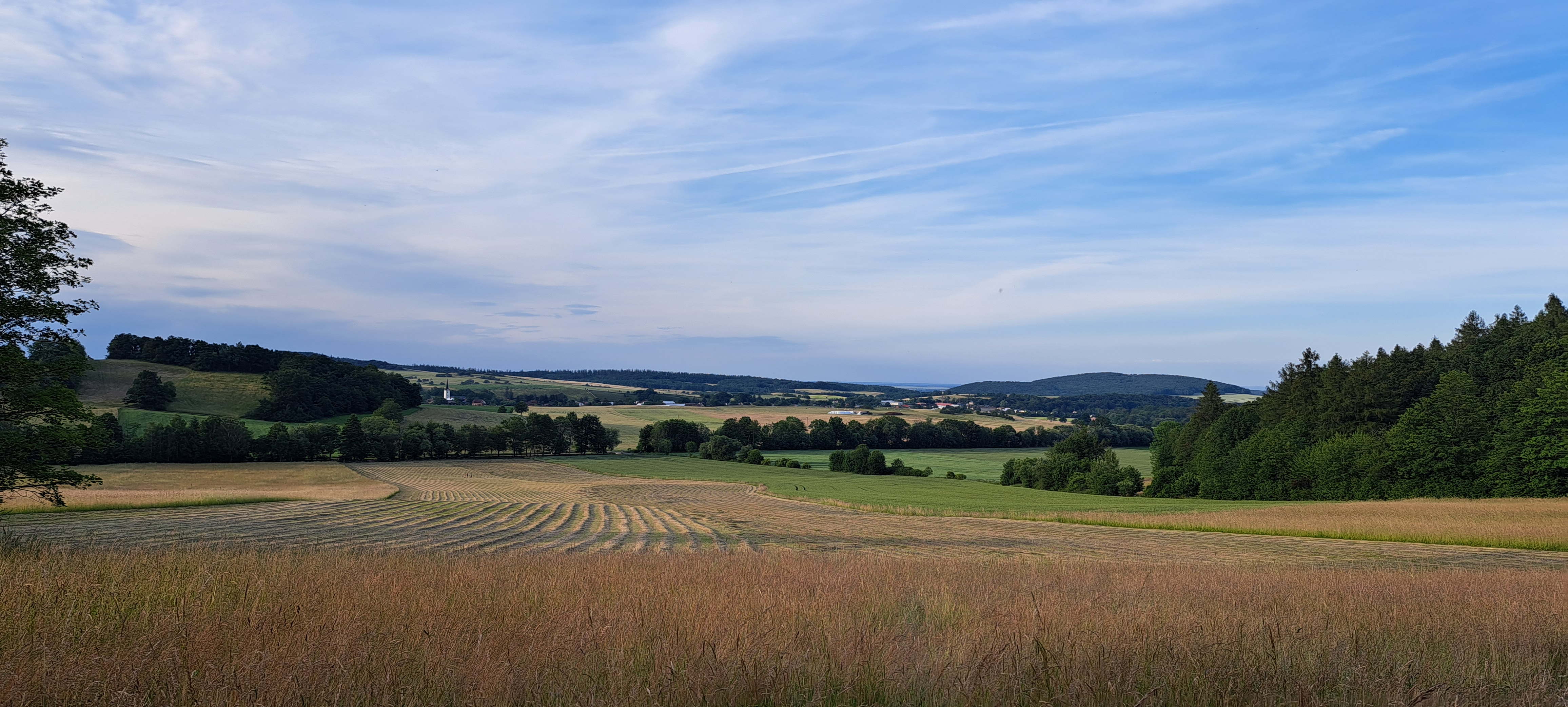
Pohled na Jindřichov od lesa nad Svinným potokem
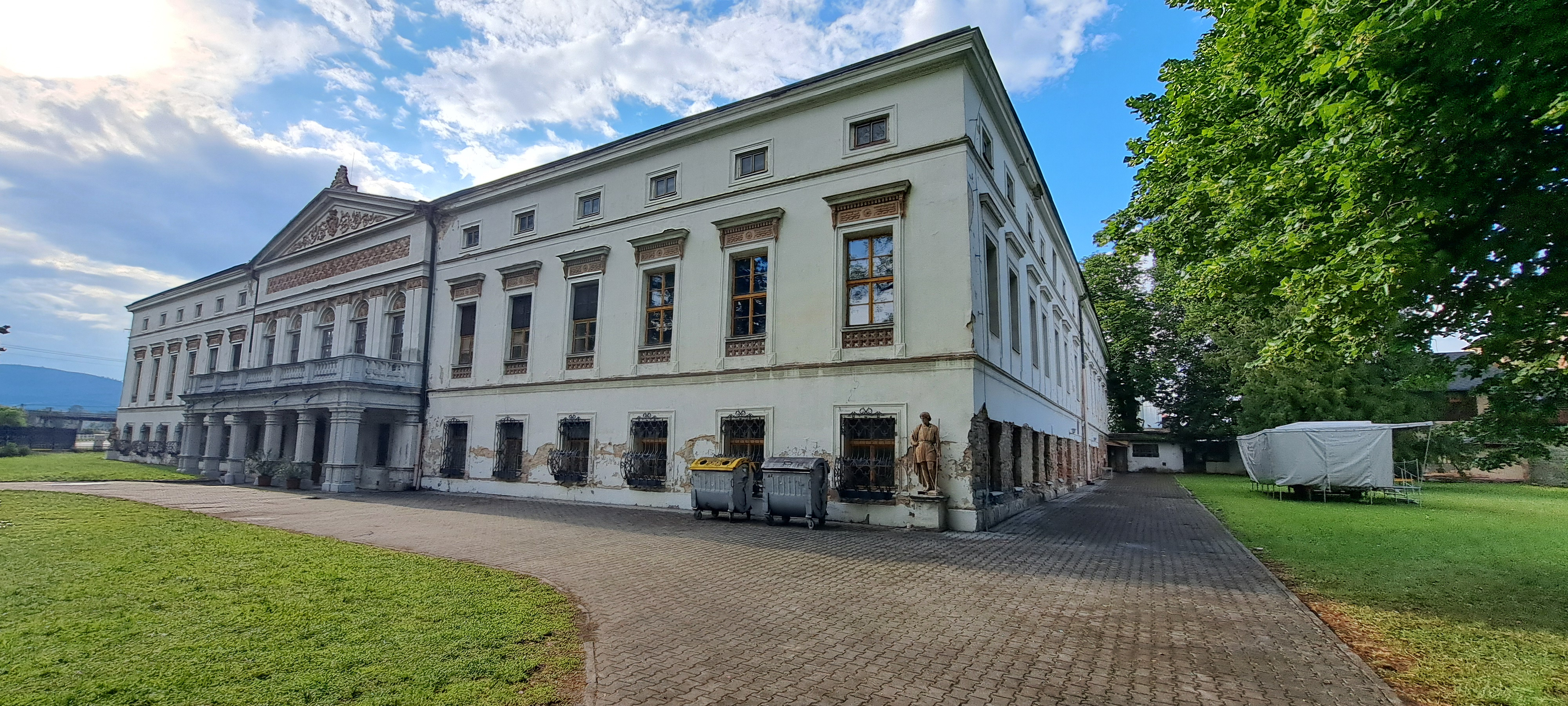
pohled na zámek
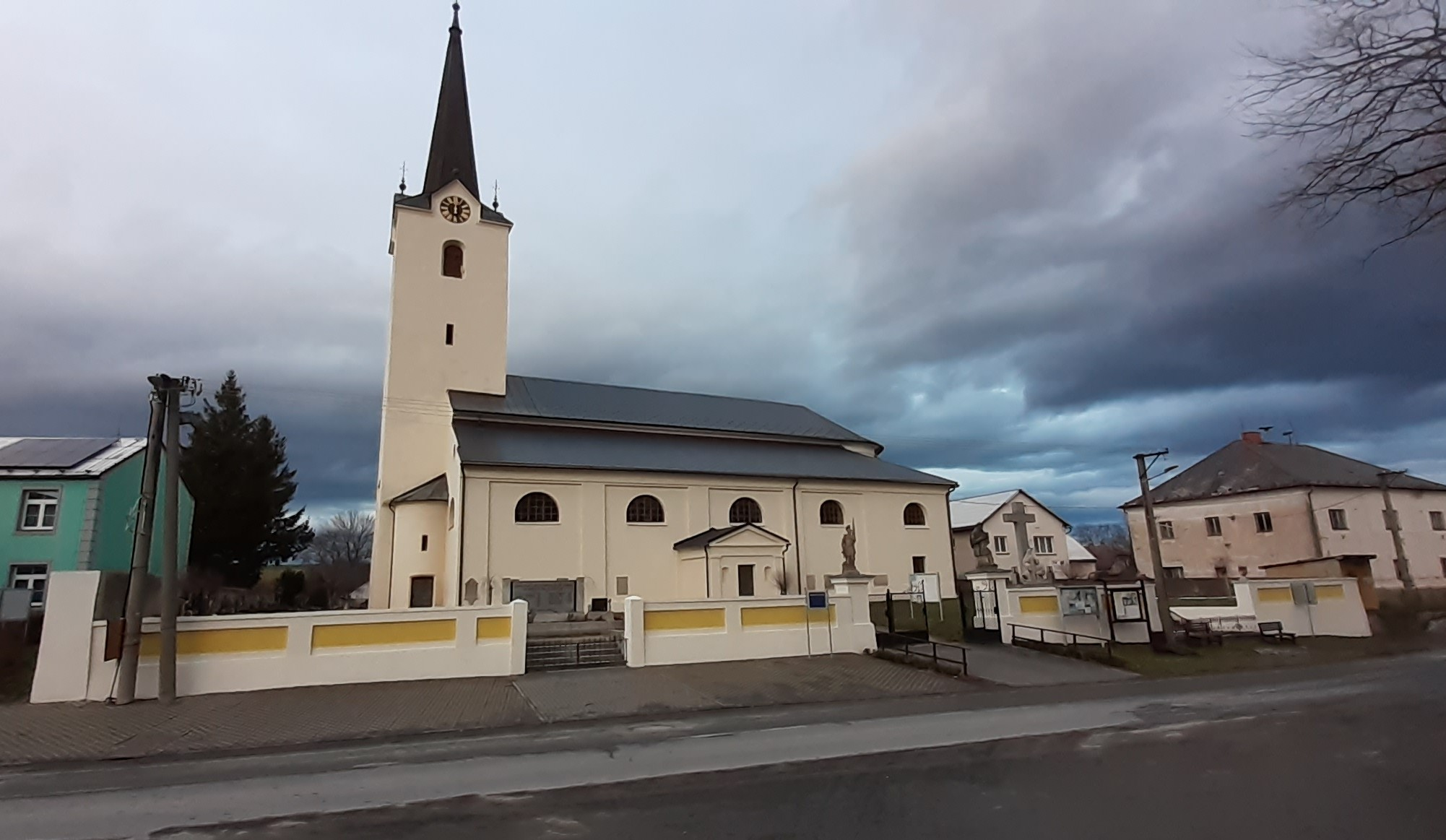
Kostel svatého Mikuláše
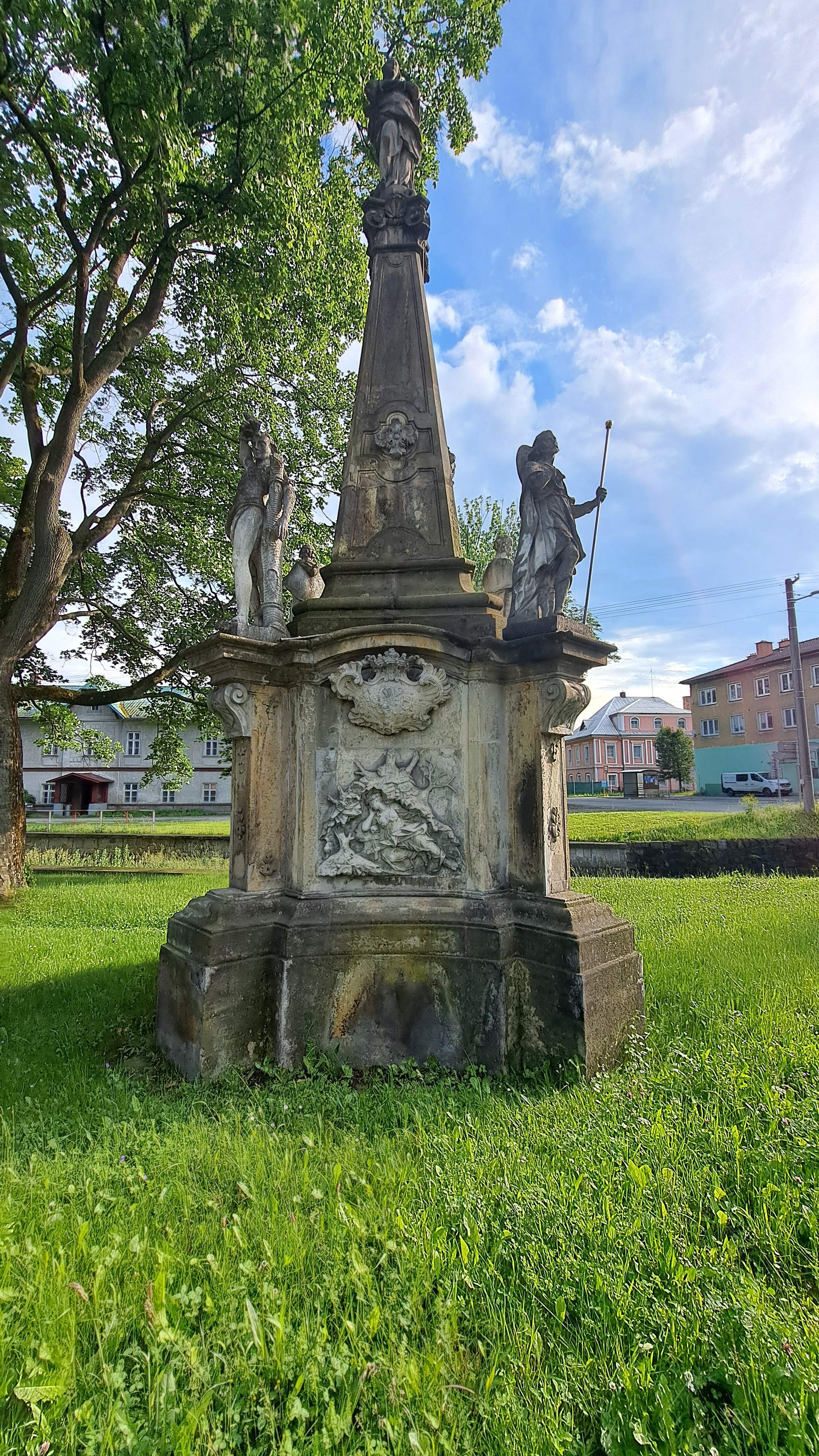
sloup Panny Marie
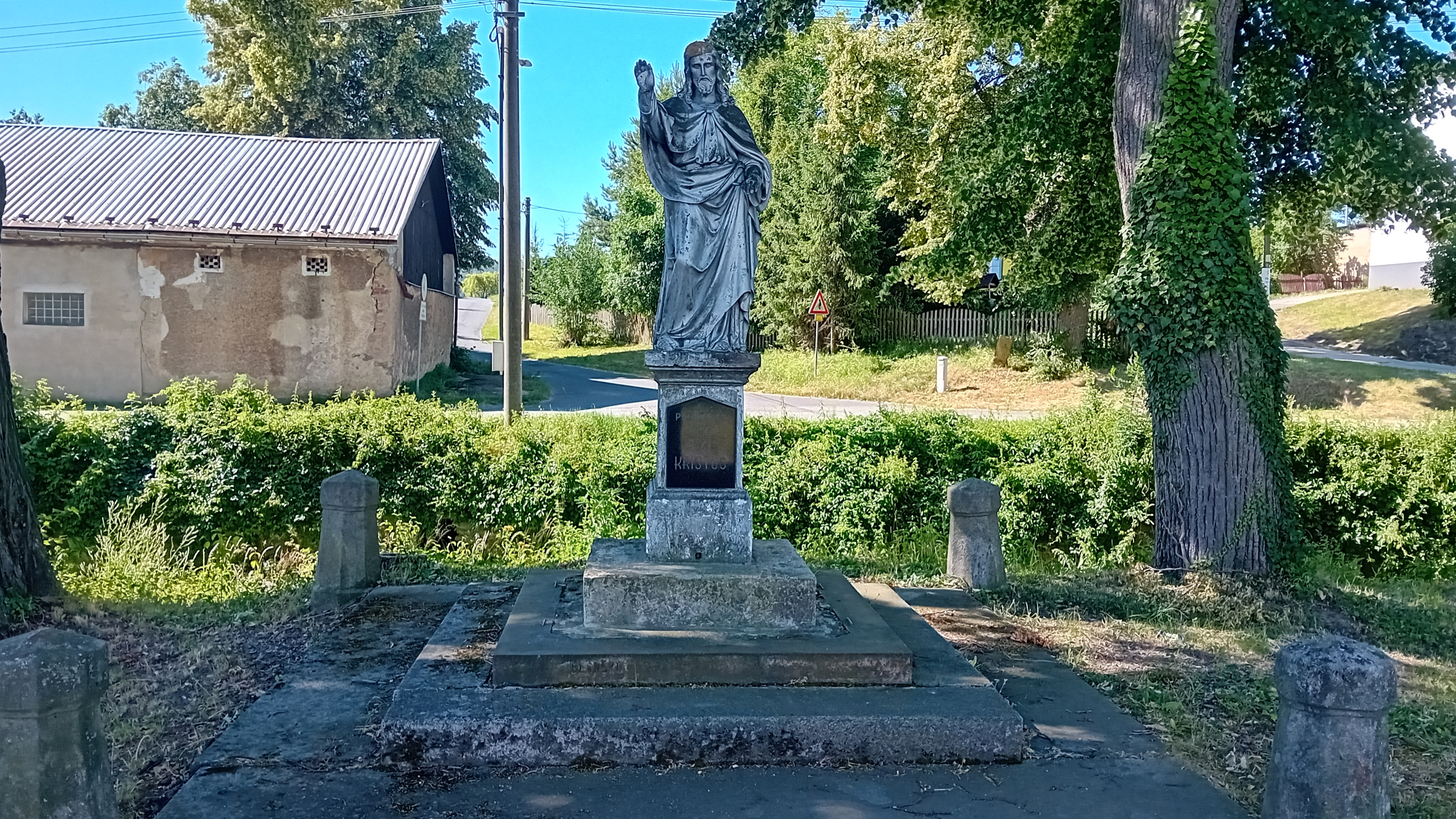
Socha Ježíše Krista
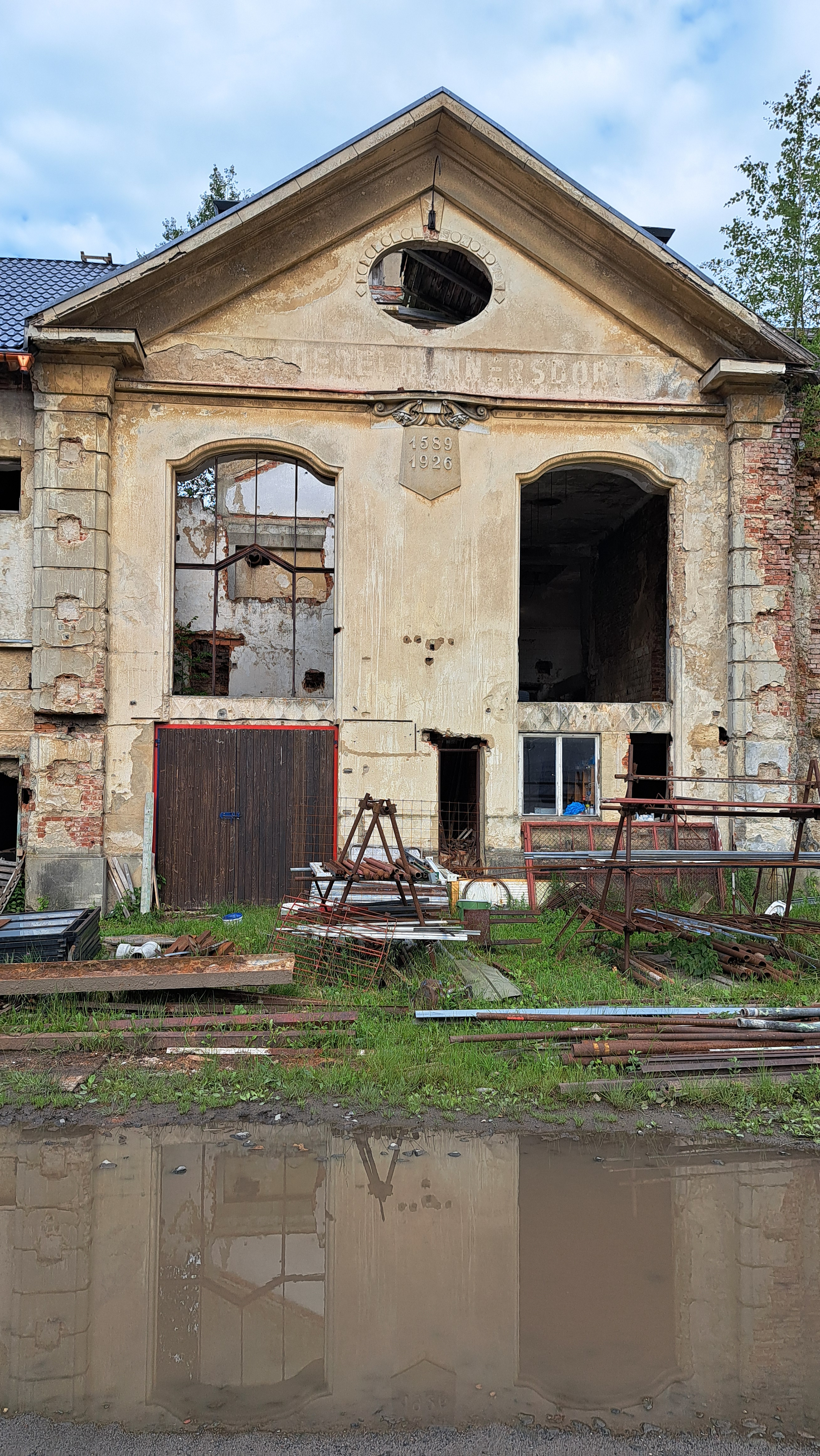
bývalý pivovar
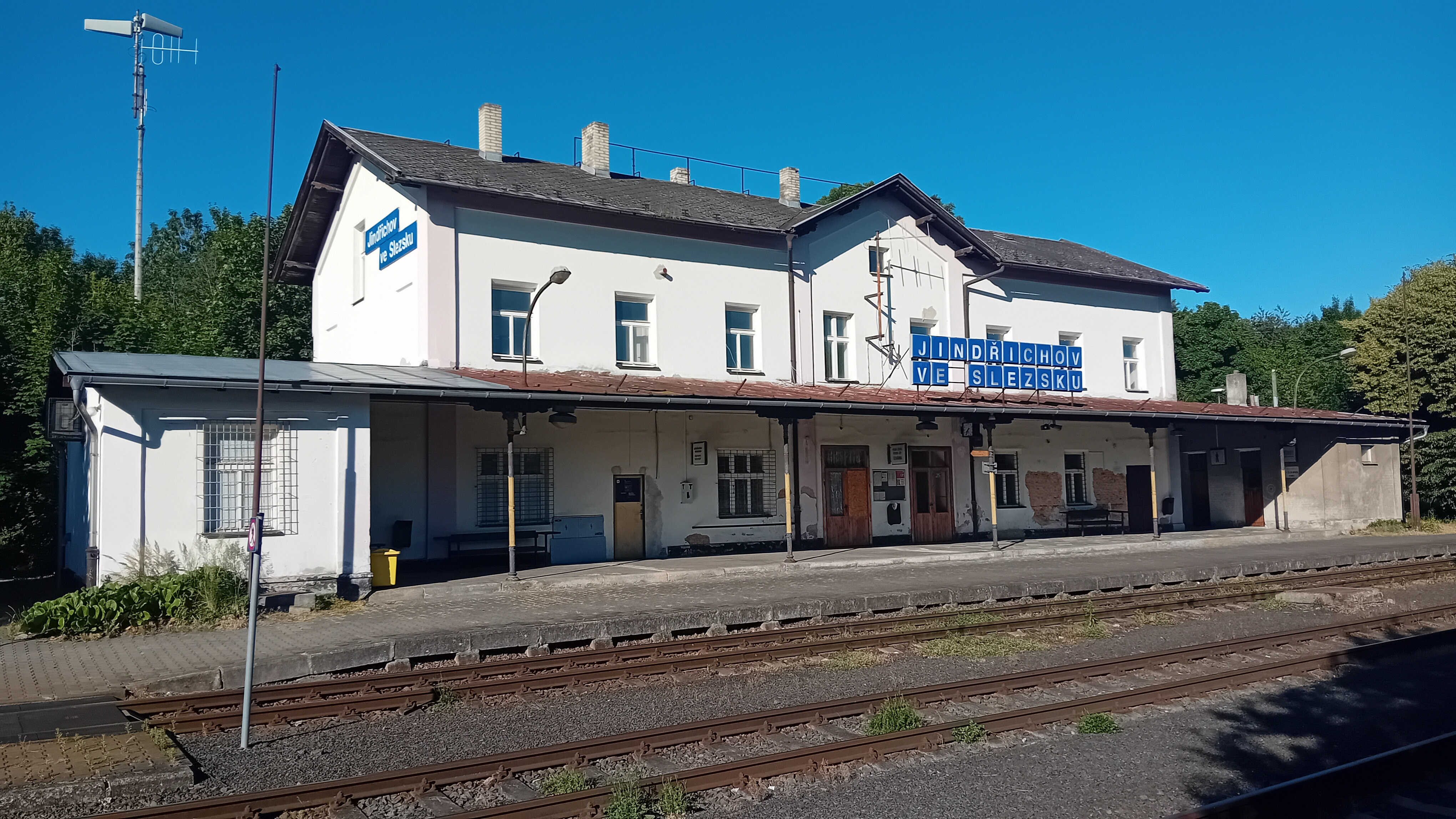
Železniční stanice Jindřichov ve Slezsku
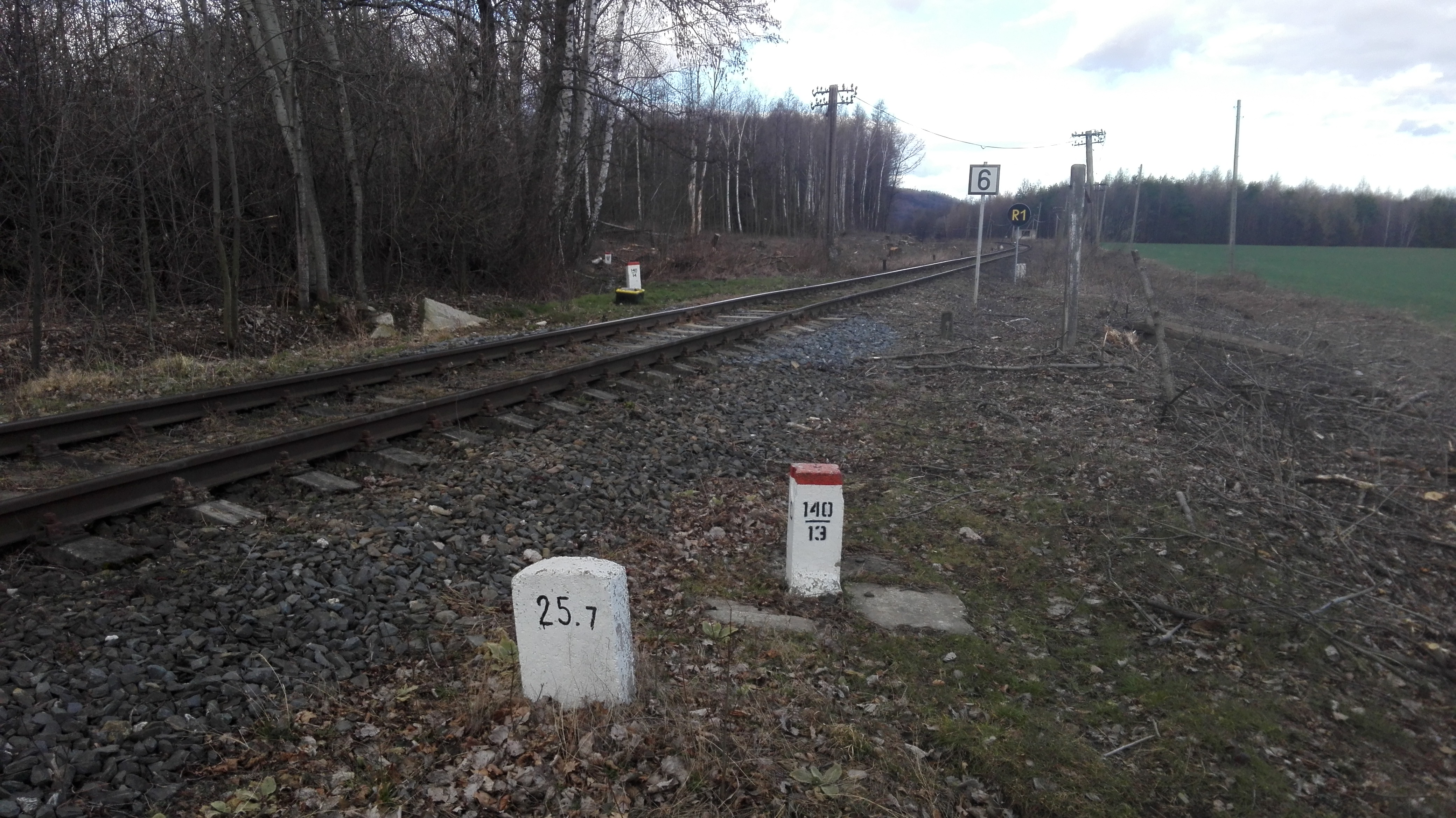
Hraniční přechod Jindřichov ve Slezsku-Głuchołazy
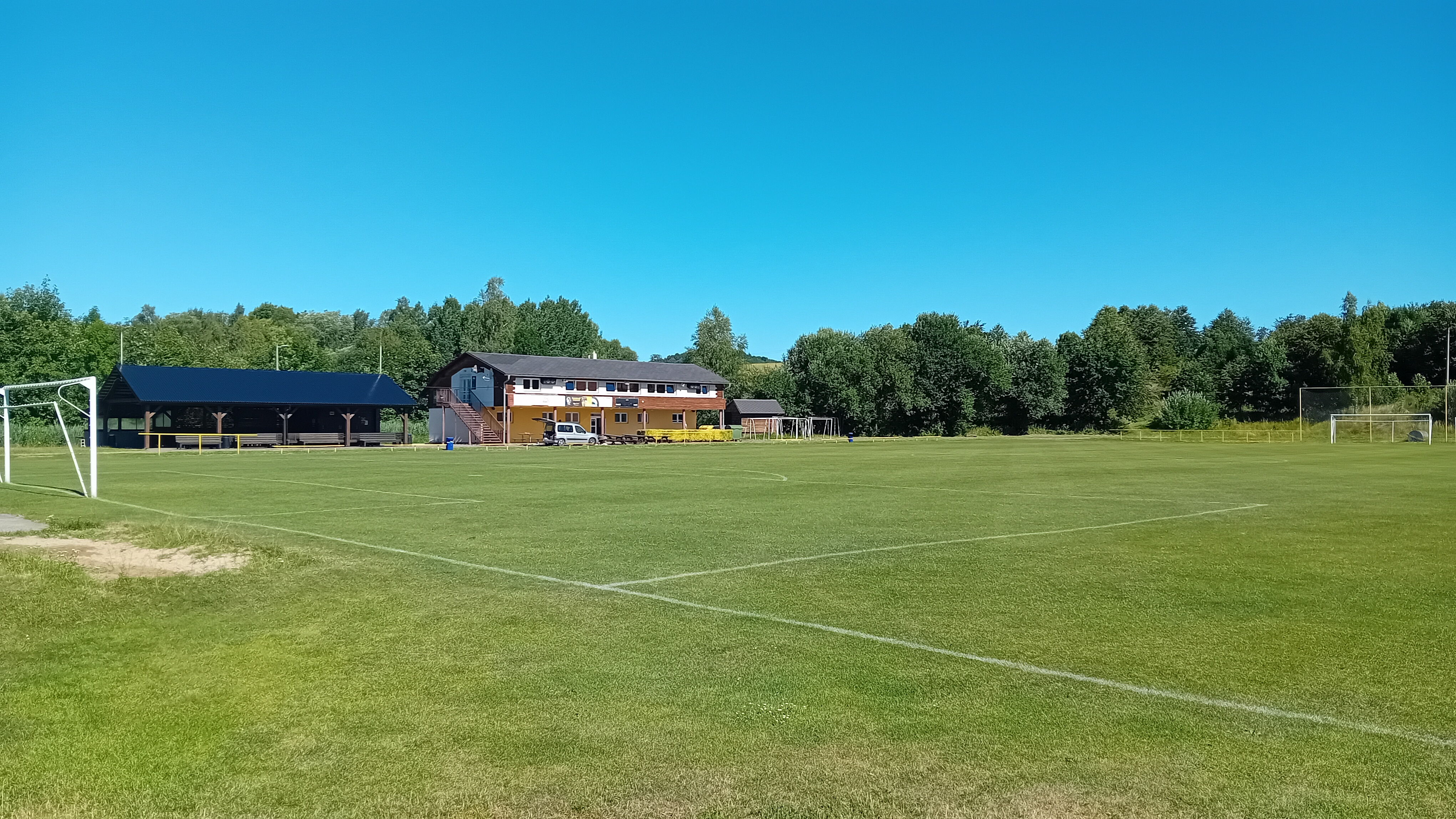
Fotbalový stadion
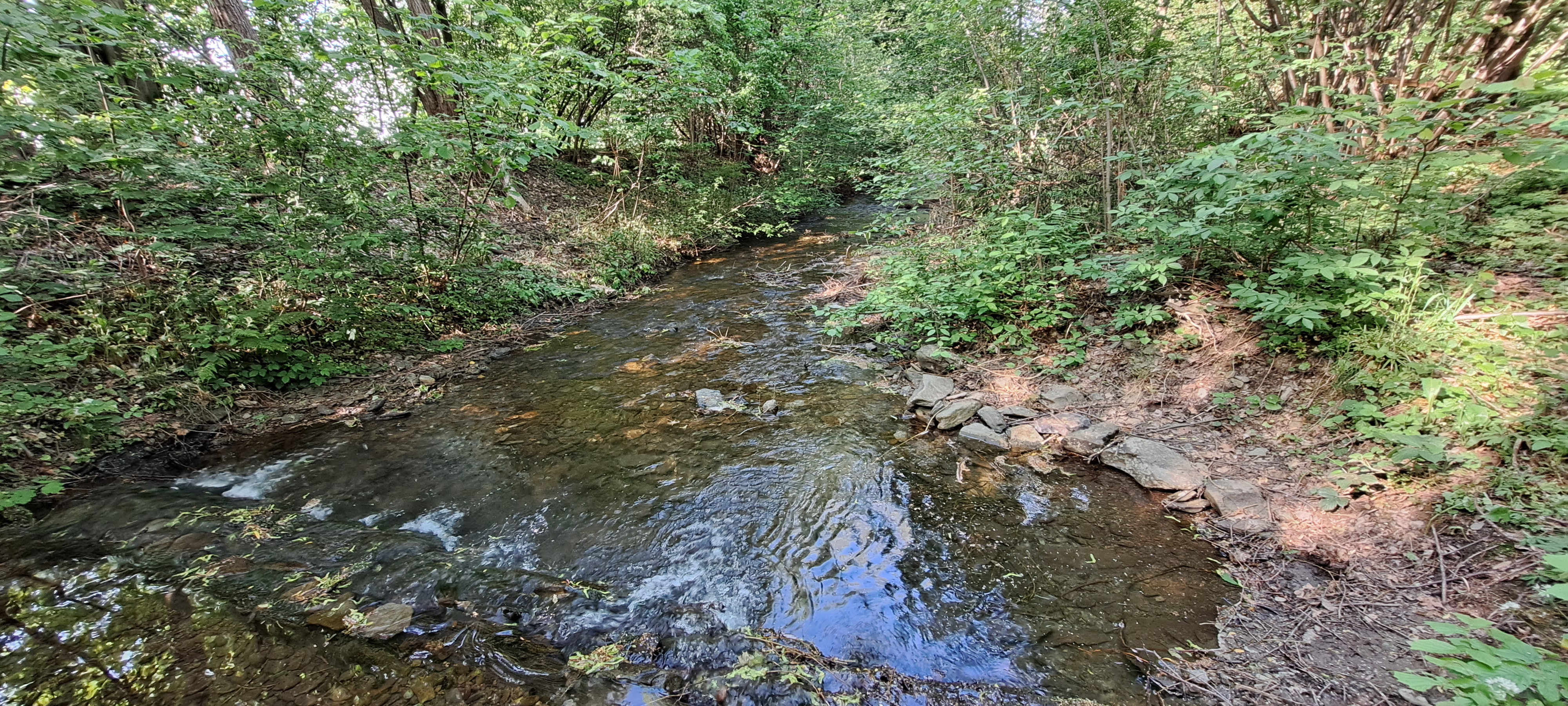
Svinný potok
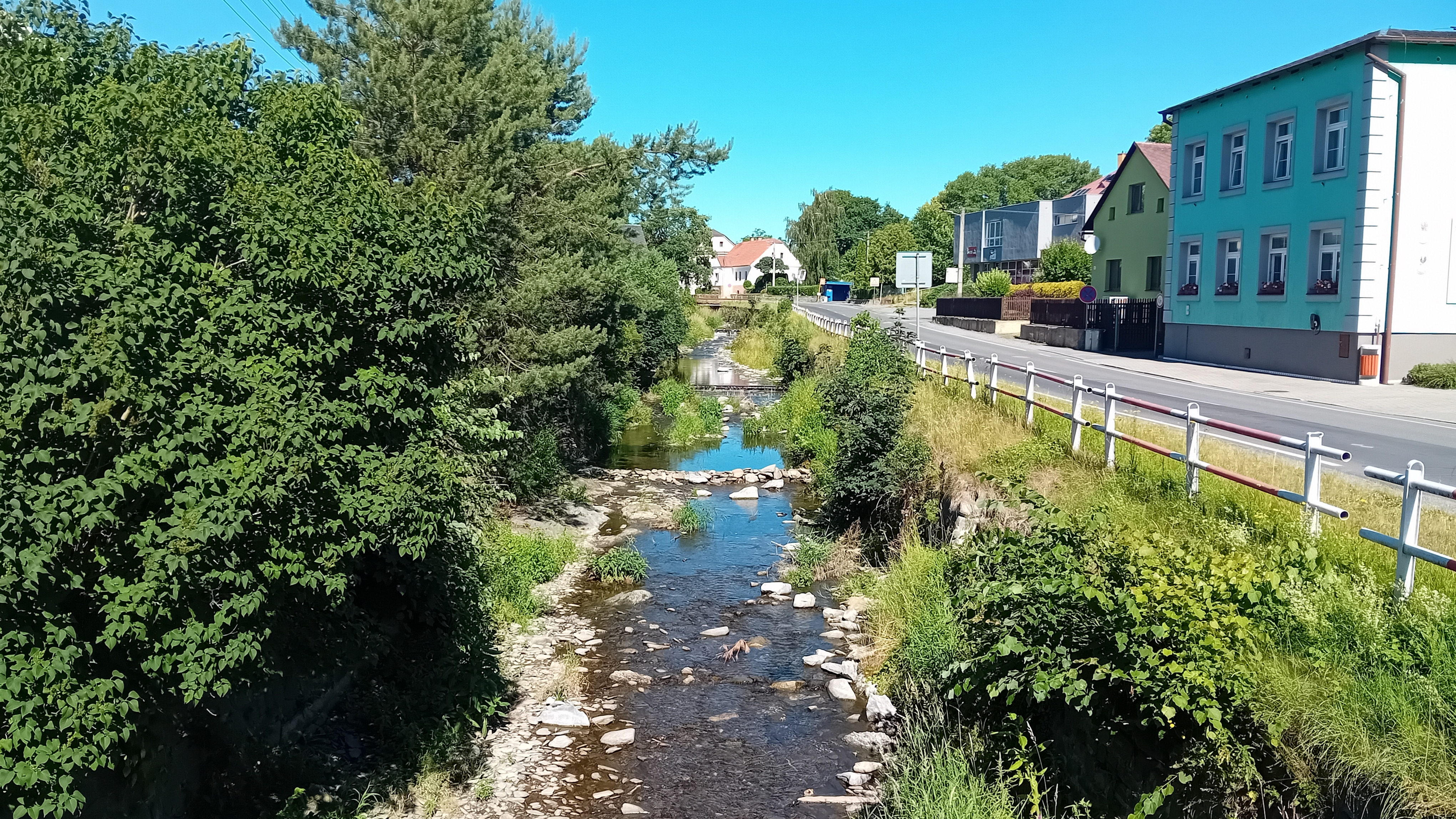
Říčka Osoblaha